# Rukev obojživelná
Rukev obojživelná (Rorippa amphibia) je vysoká vytrvalá, žlutě kvetoucí bahenní nebo vodní bylina rostoucí na březích stojatých nebo mírně tekoucích vod, druh rodu rukev (Rorippa).

## Výskyt
Původní rozšíření zasahuje velkou část Euroasie, od Velké Británie až po Turecko a dále Západní Asii, Kavkaz, Střední Asií a západní i střední Sibiř, včetně Alžírska na severu Afriky. Druhotně se rozšířila do Kanady a Spojených států amerických jakož i na Nový Zéland. Vyrůstá na březích stojatých nebo mírně tekoucích eutrofních vod s kolísavou výškou hladiny, volí si místa po větší část roku zaplavená i sezónně vysychající.
V České republice roste na některých místech až hojně, nejčastěji v údolích okolo větších řek s nánosem dobře úživného bahnitého a jílovitého sedimentu. V Čechách je hlavně k vidění v Polabí, v poříčí dolní Vltavy a střední Ohře, jakož i v okolí Českého Krumlova, Českých Budějovic a Třeboně. Na Moravě se nejčastěji vyskytuje okolo středního a dolního toku řeky Moravy a kolem Českého Těšína.
Je to světlomilný druh snášející ale i dočasné zastínění, je přizpůsobený ke kolísající výšce vody. Převážnou část života obvykle prožívá v mělké vodě (50 až 80 cm), tam také dochází ke kvetení které probíhá stejně jako zrání plodů nad vodou ve vzduchu. Přestože má adaptivní změny pro trvalý život ve vodním prostředí, dokáže úspěšně přežívat také v nezaplavené, pouze vodou dostatečně prosycené zemi. Vyskytuje se v nadmořské výšce do 550 m n. m.

## Popis
Vytrvalá bylina s křehkou, dutou lodyhou vysokou 40 až 150 cm, která vyrůstá ze silného oddenku. Bohatě větvená oblá lodyha mívá větve i vyšší než je sama, je velmi často v dolní často poléhavá, kořenující a chlupatá. Porostlá je variabilními listy přisedlými širokou bázi, na okrajích bývají i zvlněné. Ponořené dolní lodyžní listy jsou hřebenitě peřenosečné s čárkovitými úkrojky, zpravidla celokrajnými, horní lodyžní listy jsou neobjímavé, celistvé, víceméně kopinaté, podlouhlé až čárkovité, nepravidelně vroubkované nebo tupě zubaté. Bývají dlouhé 4 až 12 cm a široké od 0,5 po 3 cm.
Oboupohlavné květy na 7 až 15 mm dlouhých stopkách vytvářejí hroznovité květenství. Mají 4 sytě žluté obvejčité korunní lístky (3,8 až 5,5 × 1,5 až 2,5 mm) a 4 vzpřímené podlouhlé korunní lístky (3 × 1,5 mm) umístěné v jednom kruhu proti sobě. Květ obsahuje dále 4 delší a 2 kratší tyčinky s vejčitými prašníky. Svrchní semeník (36 až 62 vajíček) s krátkou čnělkou je tvořen 2 srostlými plodolisty. Kvete od května do července. Prodloužené souplodí je s přímým vřetenem. Plodem jsou elipsoidní až kulovité šešulky rovnovážně odstávající, jsou 3 až 6krát kratší než jejich stopky. Uvnitř jsou oválná rezavě hnědá síťkovaná semena 0,7 až 1 mm velká. Chromozómové číslo: 2n = 16, 32.

## Taxonomie
Rukev obojživelná, podobně jako mnoho dalších druhů téhož rodu, se často kříží s jinými druhy i kříženci a společně tak vytvářejí těžko určitelné hybridní roje. S druhem rukev obecná (Rorripa sylvestris) vytváří křížence rukev proměnlivá (Rorippa x anceps) a s druhem rukev rakouská (Rorippa austriaca) křížence rukev křenovitá (Rorippa x armoracioides).

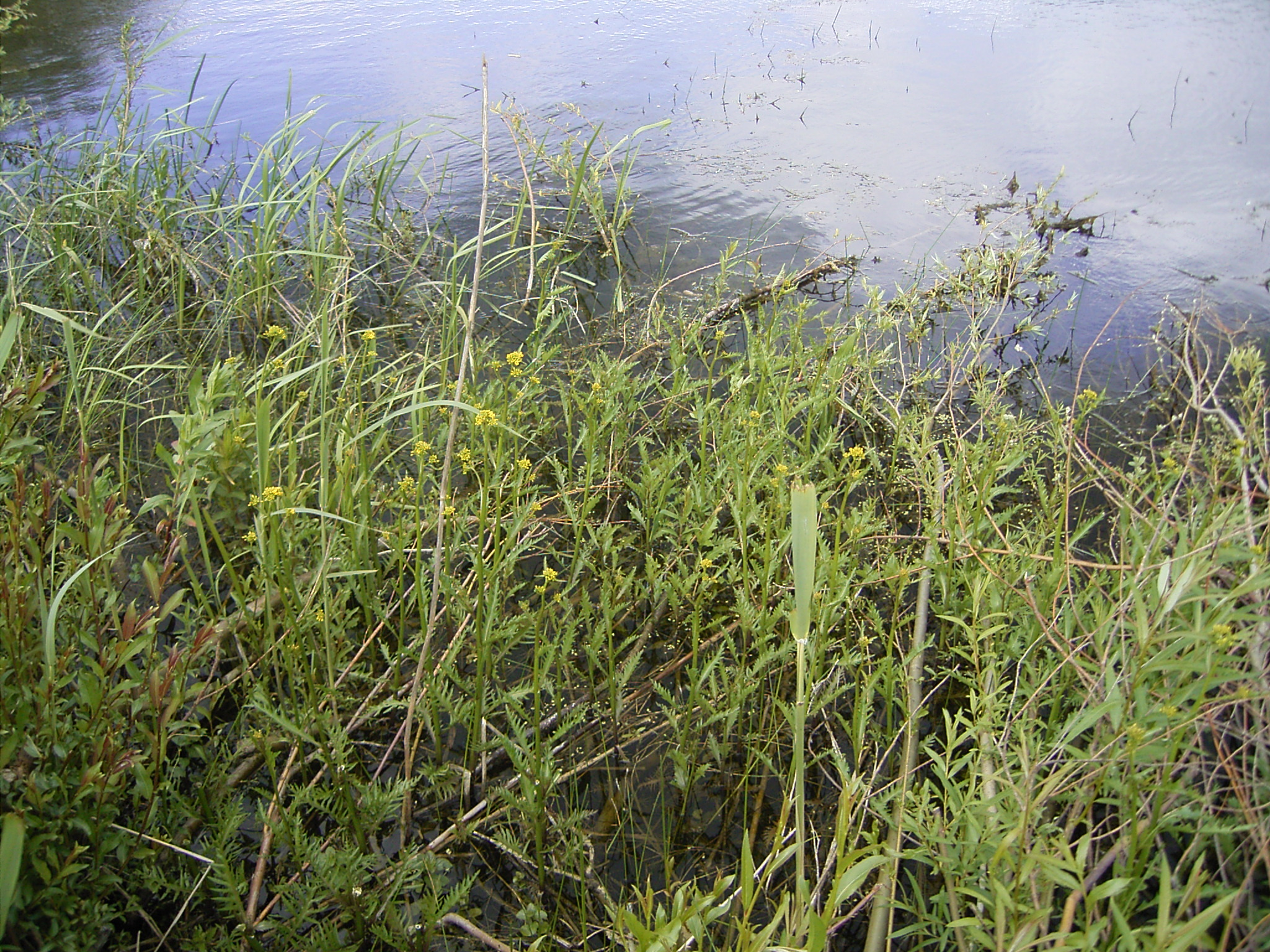
Přirozené prostředí
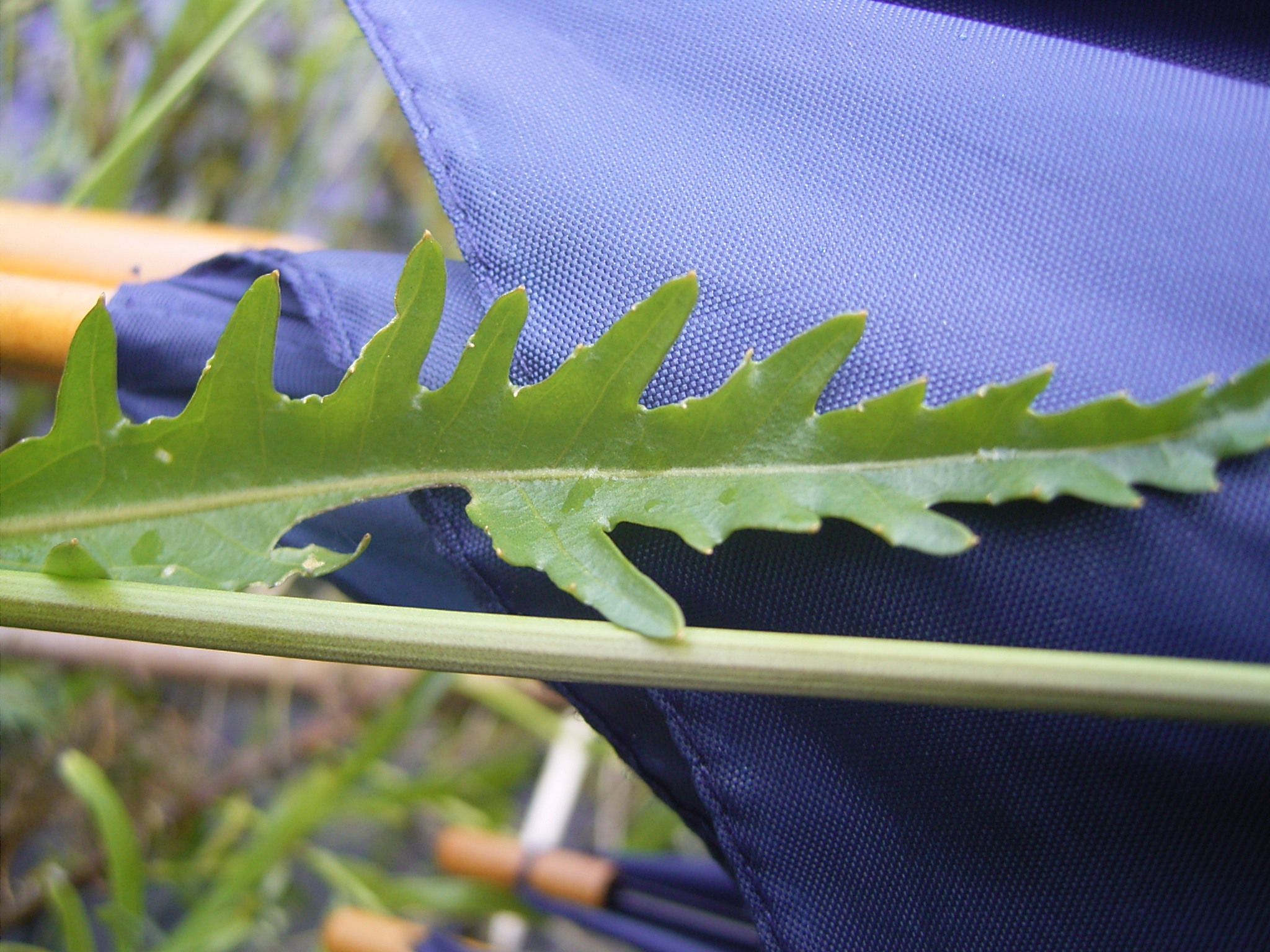
List
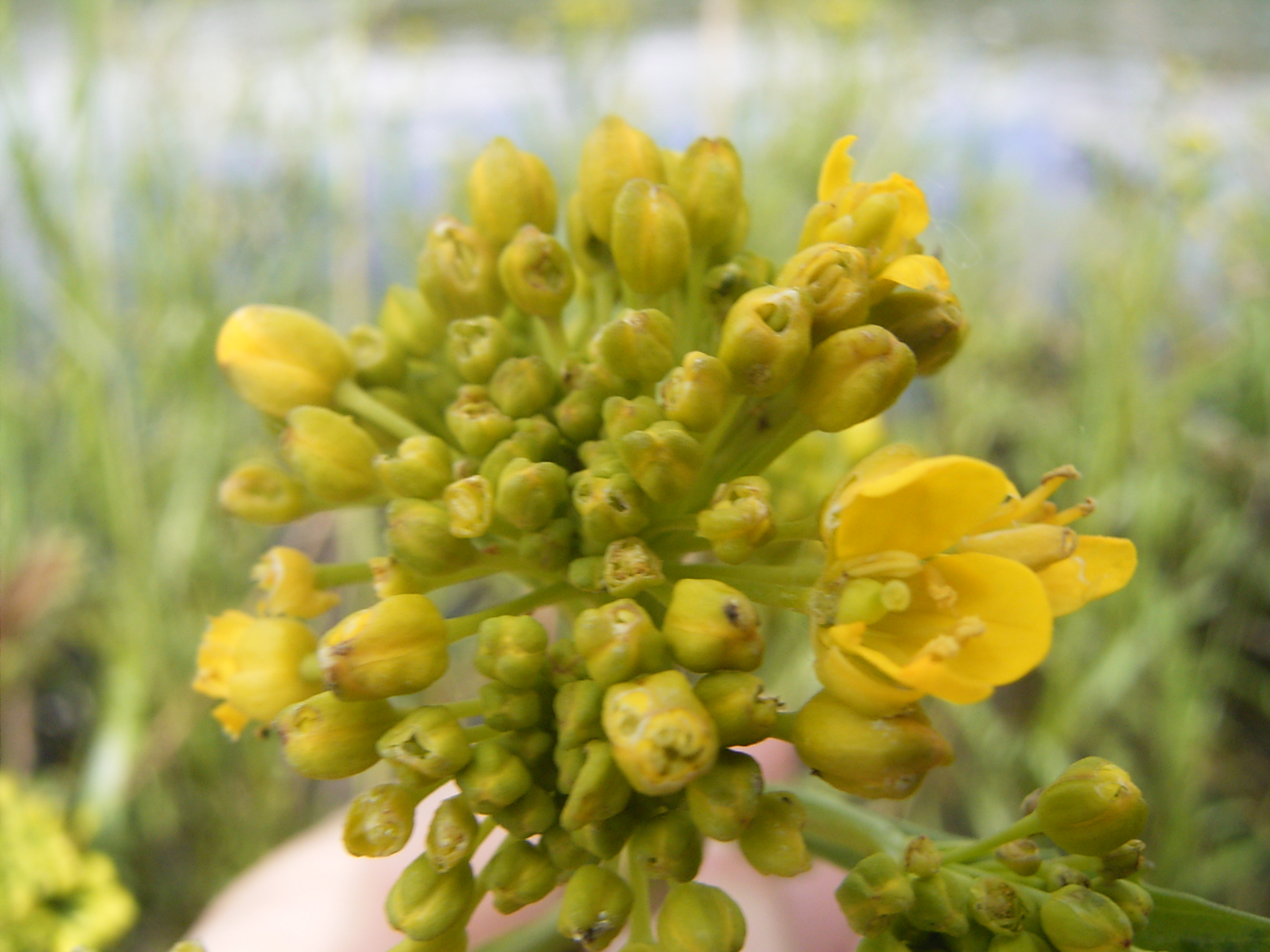
Květy